# Gymnasium Marktoberdorf
Das Gymnasium Marktoberdorf ist ein Gymnasium im Allgäu mit einem naturwissenschaftlich-technologischen und einem musischen Zweig. Im Schuljahr 2023/2024 besuchten 763 Schüler das Gymnasium.

## Geschichte

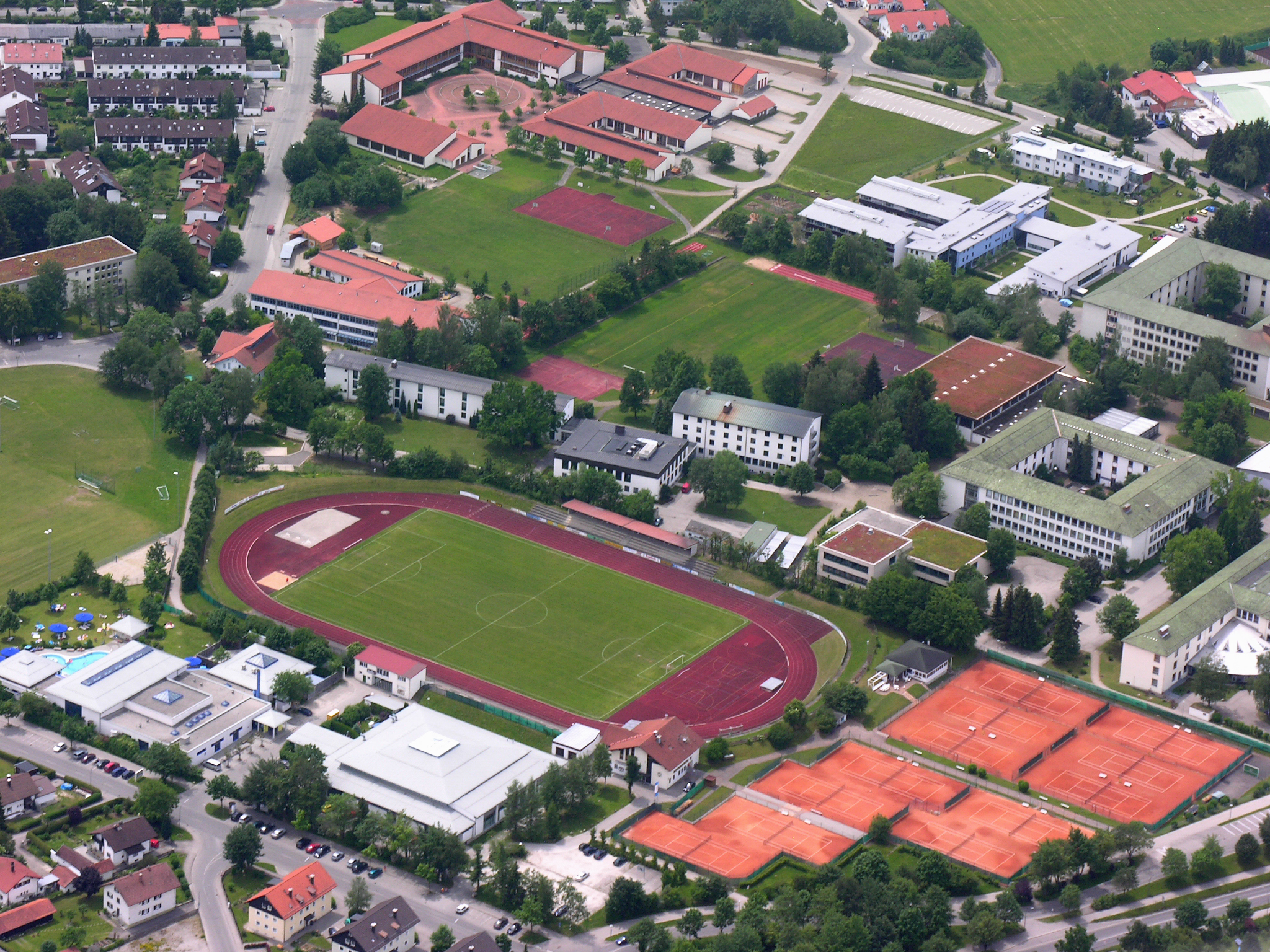
Luftbild mit Internat

1962 wurde das Deutsche Gymnasium Weißenhorn (in der Nähe von Neu-Ulm) nach Marktoberdorf verlegt und wurde zum Deutschen Gymnasium und zur Oberrealschule mit Schülerheim.
Die Schule wurde 1963 nach dem Heimatschriftsteller Peter Dörfler in „Peter-Dörfler-Schule“ umbenannt.
1969 wurde die Schule zu einer kooperativen Gesamtschule umgestaltet. Dieser Schulversuch wurde 1993 wieder eingestellt.

## Sprachenfolge
In Klasse 5 beginnen alle Schüler mit Englischunterricht. In Klasse 6 wird zwischen Französisch und Latein als zweite Fremdsprache gewählt. In der elften Klasse kann Französisch als spätbeginnende Fremdsprache gewählt werden.

## Orchester
Neben den Chören bietet die Schule die Möglichkeit des Instrumentalspiels in verschiedenen Gruppen und Ensembles wie Duo- und Triospiel, Blechbläserensemble, Streichquartett, Nachwuchsorchester, großes Schulorchester und Big-Band. Die großen Schulensembles spielen z. B. beim jedes Jahr veranstalteten Frühjahrs- und Weihnachtskonzert und haben Konzertauftritte in ganz Bayern.
Außerdem wird alle vier bis fünf Jahre ein fachübergreifendes Musical-Großprojekt mit bis zu 250 Akteuren als Sänger, Schauspieler, Tänzer, Orchester, Masken- und Bühnenbildner, Tontechniker etc. durchgeführt, das immer großen Anklang findet (mehr als 10.000 Zuschauer). Die Schule spielte u. a. Paar für Paar, Moby Dick und Joseph. Im Schuljahr 2008/2009 wurde das Musical Kiss Me, Kate von Cole Porter auf die Bühne gebracht.

## Schüleraustausch

### Lycée LEGTA Granvelle de Besançon
Das Gymnasium Marktoberdorf führt regelmäßig einen Schüleraustausch mit dem „Lycée LEGTA Granvelle de Besançon“ durch, einem dem französischen Landwirtschaftsministerium unterstellten Gymnasium bei Besançon. Hierbei können sich die Schülerinnen und Schüler neben dem allgemeinbildenden Zweig für technisch und landwirtschaftlich orientierte Ausbildungsrichtungen entscheiden.

### Sonstiges
Außerdem werden noch Schüleraustausch-Aktionen mit der „Haut-Lac International School“ in St. Légier (Schweiz) und der „Zafit High School“ in Kfar Menachem (Israel) veranstaltet. Weitere Ziele sind mittlerweile Péron, in der Region Auvergne-Rhône-Alpes gelegen, sowie die Insel La Réunion, ein französisches Übersee-Departement.